# Szczelina brzeżna

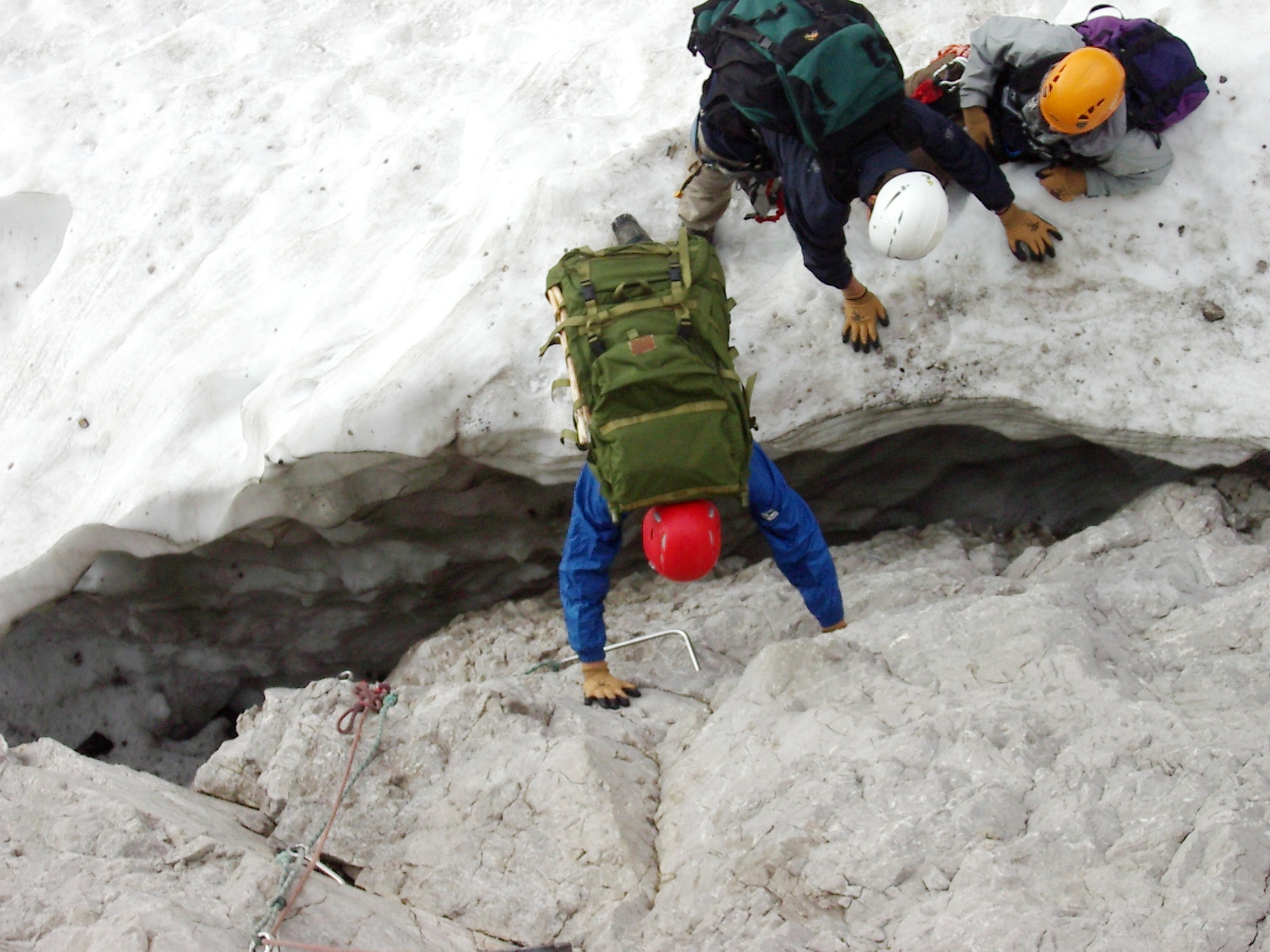
Przykład szczeliny brzeżnej

Szczelina brzeżna (niem. Randkluft) – szczelina powstająca między boczną krawędzią jęzora lodowca, pola firnowego lub śniegu a ścianą skalną zbocza wznoszącego się nad nimi. Powstaje wskutek wytopienia się lodu czy śniegu od nagrzanych słońcem skał. Przykładem szczeliny brzeżnej w Polsce może być ta powstała między tatrzańskim Mięguszowieckim Śnieżnikiem, a ścianą opadającą spod Przełęczy pod Chłopkiem.
W Tatrach szczeliny brzeżne występują głównie w lecie, a ich głębokość może dochodzić do kilkunastu metrów. Śnieżny bok takiej szczeliny często jest pionowy, lub nawet przewieszony.

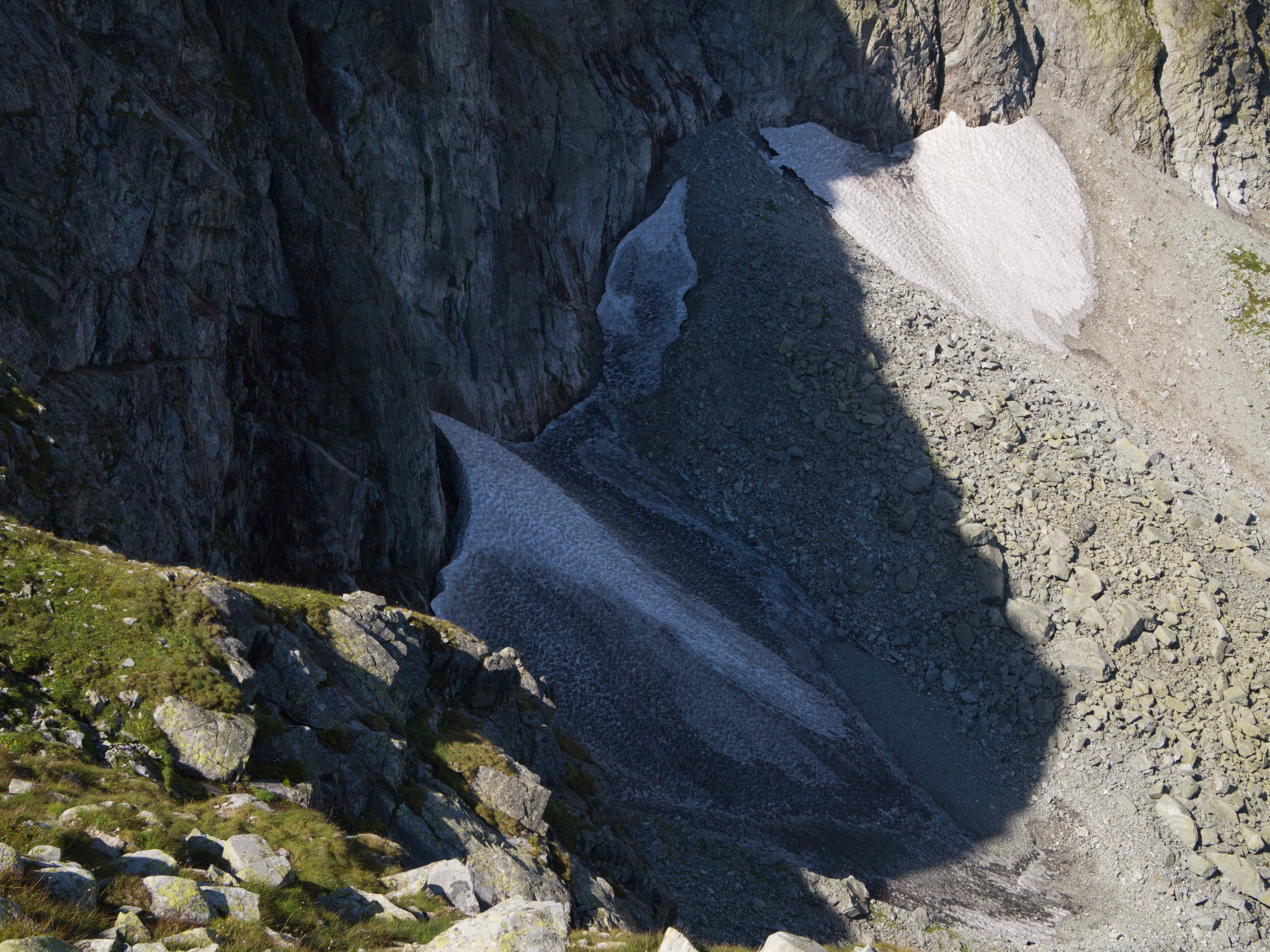
Szczelina brzeżna Mięguszowieckiego Śnieżnika w polskich Tatrach